# جاي بيتر غريس
جاي بيتر غريس (بالإنجليزية: J. Peter Grace)‏ هو لاعب البولو أمريكي، ولد في 25 مايو 1913 في مانهاست في الولايات المتحدة، وتوفي في 19 أبريل 1995 في مانهاتن في الولايات المتحدة.

## وصلات خارجية
- جاي بيتر غريس على موقع إن إن دي بي (الإنجليزية)